# Lijst van personages uit Inglourious Basterds
Dit is een overzicht van vele personages uit de film Inglourious Basterds. Met "status" wordt de status aan het einde van de film bedoeld.

## Inglourious Basterds
Er zijn in totaal tien Basterds, waarvan vier geen grote rol spelen in de film.

### Aldo Raine
- Status: Levend
- Gespeeld door: Brad Pitt

Luitenant Aldo Raine is een van de twee hoofdpersonen uit de film. Hij is de leider van de Basterds. Op zijn geweer heeft hij "Inglourious Basterds" staan. Hij kan alleen Engels praten. Om onbekende oorzaak is zijn keel doorgesneden.
Hij is de leider van een groepje Joods-Amerikaanse soldaten, die in het tweede hoofdstuk van de film reizen naar het door Duitsland bezette Frankrijk en nazi's doden en scalperen. Per groepje nazi's laten ze er steeds één leven, in wiens voorhoofd ze een hakenkruis snijden; zijn rapportage en litteken dragen dan bij aan de reputatie van de Basterds.
Na een tijdje wordt hij betrokken bij Operatie Kino: het plan om Goebbels, Göring, Bormann, de meeste leden van het opperbevel, hoge officieren van de SS (het wordt niet duidelijk gemaakt in de film of Heinrich Himmler hierbij zit) en Gestapo en hoge omes uit de nazipropaganda. Deze mensen zullen namelijk allemaal de première van de propagandafilm Stolz der Nation (Nation's Pride) bijwonen.
Voor Operatie Kino neemt Raine contact op met de Duitse filmster Bridget von Hammersmark, die dubbelspionne van de Britten is. Von Hammersmark vertelt hem dat ze te weten is gekomen dat ook Hitler bij de première aanwezig zal zijn. Hierop besluit Raine zelf ook de première te gaan bijwonen en dus zelfmoord te plegen.
Raine en de Basterds Donowitz en Omar gaan vermomd als Italiaanse filmcrew, met superieure dynamieten om hun enkels de première bijwonen. Donowitz en Omar gaan bij de bioscoopzaal naar binnen, maar Raine wordt door Duits kolonel Hans Landa gearresteerd en zijn dynamiet wordt ontdekt. Landa beveelt Raine om zijn opdrachtgever aan de andere kant van zijn radio te krijgen, zodat hij na een onderhandeling met hem bereid kan zijn de aanslag niet te verhinderen. Hierop slaagt de aanslag.
Raine moet Landa naar de Amerikaanse linie brengen. Voordat Landa aan de Geallieerden wordt overgeleverd wordt er nog een hakenkruis in zijn voorhoofd gesneden.

### Donnie Donowitz
- Status: Overleden
- Gespeeld door: Eli Roth

Sergeant Donnie Donowitz is een van de beste leden van de Basterds. Hij is een gespierd man die overgebleven Duitsers uit de aangevallen groepjes, die geen geheimen willen prijsgeven, met een honkbalknuppel de hersens inslaat. Zijn bijnaam is daarom The Bear Jew.
Wanneer de Basterds die de première zullen bijwonen zichzelf per ongeluk verraden, sterven deze al vóór de première. Hierop worden Donowitz en Omar uitverkoren. Zij zullen met Raine vermomd als Italiaanse filmcrew, met dynamieten om hun enkels de première bijwonen.
De première begint. Donowitz en Omar gaan bij de bioscoopzaal naar binnen en tijdens de film gaan ze de zaal weer uit. Ze halen handige accessoires van het toilet waarmee ze de beveiliging van Hitlers balkondeur uitschakelen. Met hun machinegeweer schieten ze Hitler en Goebbels dood. Ze zien dat er brand is in de zaal maar geven hier geen reactie op. Ten slotte ontploffen de bommen om hun enkels waarbij waarschijnlijk iedereen in de bioscoop sterft.

### Hugo Stiglitz
- Status: Overleden
- Gespeeld door: Til Schweiger

Sergeant Hugo Stiglitz is een van de beste leden van de Basterds. Een lange flashback uit de film wordt aan hem bijgedragen. Hij heeft in Frankrijk namelijk vele nazi-officieren gedood. Hij is toen gevangengenomen en moest naar Berlijn. Toen de Basterds van hem hoorden is hij Frankrijk nooit uitgegaan (de Basterds hebben hem bevrijd). Zo is Stiglitz bij de groep gekomen.
Stiglitz wordt samen met Wilhelm Wicki uitgekozen om met dynamieten om hun enkels de première bij te wonen. Eerst moet er een ontmoeting met voor het Verenigd Koninkrijk werkend spion Bridget von Hammersmark plaatsvinden. Deze ontmoeting vindt echter plaats in een café waar die avond toevallig veel Duitse soldaten zijn (nazisergeant Wilhelm is vader geworden en daarom hebben deze soldaten vrij gekregen om het te vieren). SS-majoor Hellstrom kijkt door de vermommingen van de spionnen heen en zorgt ervoor dat er een schietpartij plaatsvindt. Hierbij sterft Stiglitz.

### Omar Ulmer
- Status: Overleden
- Gespeeld door: Omar Doom

Wanneer de Basterds die de première zullen bijwonen zichzelf per ongeluk verraden, sterven deze al vóór de première. Hierop worden Donowitz en Omar uitverkoren. Zij zullen met Raine vermomd als Italiaanse filmcrew, met dynamieten om hun enkels de première bijwonen.
De première begint. Donowitz en Omar gaan bij de bioscoopzaal naar binnen en tijdens de film gaan ze de zaal weer uit. Ze halen handige accessoires van het toilet waarmee ze de beveiliging van Hitlers balkondeur uitschakelen. Met hun machinegeweer schieten ze Hitler en Goebbels dood. Ze zien dat er brand is in de zaal is maar geven hier geen reactie op. Ten slotte ontploffen de bommen om hun enkels waarbij waarschijnlijk iedereen in de bioscoop sterft.

### Smithson Utivich
- Status: Levend
- Gespeeld door: B.J. Novak

Utivich speelt voor het eerst een grote rol wanneer Raine, na gearresteerd te zijn, in een truck komt te zitten en hij hier ook blijkt te zijn. Samen praten ze met kononel Landa. Utivich blijkt de bijnaam The Little Man te hebben en is hier niet blij mee. Landa maakt een deal met Raine's opdrachtgever en is bereid de aanslag niet te verhinderen. Utivich en Raine moeten Landa naar de Amerikaanse linie brengen. Vóórdat Landa aan de geallieerden wordt overgeleverd wordt er nog een hakenkruis in zijn voorhoofd gesneden. Utivich is in de laatste shot van de film te zien.

### Wilhelm Wicki
- Status: Overleden
- Gespeeld door: Gedeon Burkhard

Korporaal Wilhelm Wicki en Hugo Stiglitz worden uitgekozen om met dynamieten om hun enkels de première bij te wonen. Eerst moet er een ontmoeting met voor het Verenigd Koninkrijk werkend spion Bridget von Hammersmark plaatsvinden. Deze ontmoeting vindt echter plaats in een café waar die avond toevallig veel Duitse soldaten zijn (nazisergeant Wilhelm is vader geworden en daarom hebben deze soldaten vrij gekregen om het te vieren). SS-majoor Hellstrom kijkt door de vermommingen van de spionnen heen en zorgt ervoor dat er een schietpartij plaatsvindt. Hierbij sterft Wicki.

## Nazi's

### Hans Landa
- Status: Levend
- Gespeeld door: Christoph Waltz

Kolonel Hans Landa is de hoofdantagonist uit de film. Hij is het enige personage uit de film die zowel Aldo Raine als Shosanna (de hoofdpersonen) ontmoet heeft. Hij is zeer intelligent en spreekt vloeiend Duits, Engels, Frans en Italiaans. Hij heeft vele joden weten te vinden en heeft daarom de bijnaam The Jew Hunter.
Hij ontdekt de ondergedoken Joodse familie Dreyfus. Hij doodt de hele familie, behalve Shosanna, die weet te ontvluchten. Later ontmoet hij Shosanna onder haar schuilnaam, wanneer deze door Goebbels gevraagd wordt de première van Stolz der Nation in haar bioscoop te draaien (Landa is belast met de beveiliging van deze première). Waarschijnlijk heeft Landa door dat het Shosanna is, wat aan zijn gedrag te merken valt. Hij doet er echter niets mee.
Landa kijkt rond bij lijken in een café die de oorzaak zijn van een schietpartij. Hij ziet de Basterds Wicki en Stiglitz liggen en ontdekt aan een verloren schoen dat er iemand mist. Daarna ziet hij een papiertje met een handtekening van Duits filmster Bridget von Hammersmark liggen.
Bij de première praat Landa met Von Hammersmark en ziet hij dat haar been in het verband zit. Hij verdenkt haar en de zogenaamde Italiaanse filmcrew (Raine, Donowitz en Ulmer) die ze heeft meegenomen. Hij laat Donowitz en Ulmer de bioscoopzaal binnen gaan. Hij neemt Von Hammersmark apart en vermoord haar. Vervolgens laat hij Raine arresteren en ontdekt hij dat deze een superieure dynamiet om zijn enkel had. Deze legt hij echter stiekem onder een bioscoopstoel in de buurt van Hitler neer.
Landa beveelt Raine om Raine's opdrachtgever aan de andere kant van zijn radio te krijgen, zodat hij na een onderhandeling met hem bereid kan zijn de aanslag niet te verhinderen. Hij heeft de volgende voorwaarden gesteld: in de geschiedenis moet staan dat Landa vanaf het begin een spion van Operatie Kino was, hij krijgt zijn volledige pensioen en de extra's volgens zijn militaire rang, volledig burgerschap, landgoed op Nantucket Island en met alle leden van Operatie Kino de Congressional Medal of Honor. Raine's opdrachtgever gaat hiermee akkoord. Hierop slaagt de aanslag.
Raine moet Landa naar de Amerikaanse linie brengen. Vóórdat Landa aan de Geallieerden wordt overgeleverd wordt er nog een hakenkruis in zijn voorhoofd gesneden.

### Fredrick Zoller
- Status: Overleden
- Gespeeld door: Daniel Brühl

Fredrick Zoller is een Duitse oorlogsheld. Hij heeft als soldaat vele staatsvijanden doodgeschoten vanuit een toren. Goebbels heeft hier een propagandafilm over gemaakt waarin Zoller zelf de hoofdrol speelt. Voor de première van deze film zouden alle nazikopstukken bij elkaar komen.
Zoller ontmoet bioscoopeigenaar Emmanuelle Mimieux (Shosanna) en wordt verliefd op het eerste gezicht. Ze blijkt hem echter niet leuk te vinden. Wanneer hij vertelt dat hij oorlogsheld is loopt zij onmiddellijk weg. Mimieux moet bij Goebbels komen die haar informeert dat de première in haar bioscoop zal worden gehouden.
Tijdens de première, onder de film, gaat Zoller naar Mimieux toe die hem direct afwijst. Daarna vraagt ze hem echter de deur op slot te doen. Zodra hij hiervoor de rug naar haar toekeert wordt hij door haar in de rug geschoten. Mimieux draait hem even later om en Zoller schiet haar dood. Dit was het laatste wat hij in zijn leven deed.

### Dieter Hellstrom
- Status: Overleden
- Gespeeld door: August Diehl

Gestapomajoor Hellstrom is voor het eerst te zien wanneer hij Mimieux naar Goebbels moest brengen. Later is hij te zien in een café. Hij heeft hier door dat een paar nazi-officieren die met filmster Bridget von Hammersmark praten spionnen zijn (dit zijn Archie Hicox, Hugo Stiglitz en Wilhelm Wicki). Hij praat met ze en zorgt ervoor dat er een schietpartij volgt. Hierbij wordt hij doodgeschoten.

### Joseph Goebbels
- Status: Overleden
- Gespeeld door: Sylvester Groth

Joseph Goebbels is de Duitse minister van propaganda en volgens deze film de tweede man van het Derde Rijk. Hij heeft net een film gemaakt over Fredrick Zoller. Hij vraagt Mimieux de première hiervan in haar bioscoop plaats te laten vinden. Tijdens de première krijgt hij plotseling Mimieux in een stukje film te zien, die zegt dat ze Joods is en dat iedereen in de zaal eraan gaat. Dan vliegt plotseling de zaal in brand. Hij wil met Hitler vluchten maar wordt dan doodgeschoten.

### Francesca Mondino
- Status: Overleden
- Gespeeld door: Julie Dreyfus

Francesca Mondino is de tolk van Goebbels en is hierbij de tolk tussen Goebbels en Shosanna. In een korte flashback is te zien dat ze seks met Goebbels heeft gehad. Ze woont de première van Stolz der Nation bij. Tijdens de film krijgt men plotseling Mimieux in een stukje film te zien, die zegt dat ze Joods is en dat iedereen in de zaal eraan gaat. Dan vliegt plotseling de zaal in brand. Ten slotte komen Donowitz en Ulmer de zaal binnen die onder andere haar doodschieten.

### Adolf Hitler
- Status: Overleden
- Gespeeld door: Martin Wuttke

Hitler is de dictator van het Derde Rijk. Hij is voor het eerst te zien wanneer hij schande uitspreekt over de Basterds. Later is hij te zien wanneer hij de première van Stolz der Nation bijwoont (dit zou eerst niet, dus dit is een plotselinge verandering). Tijdens de première krijgt hij plotseling een stukje film te zien waarin verteld wordt dat iedereen in de zaal eraan gaat. Dan vliegt plotseling de zaal in brand. Hij wil met Goebbels vluchten maar wordt dan doodgeschoten door Donowitz en Ulmer.

### Werner Rachtmann
- Status: Overleden
- Gespeeld door: Richard Sammel

Sergeant Werner Rachtmann is een van de weinige overlevenden uit een groep nazi's dat door de Basterds wordt vermoord. Aldo Raine vraagt hem aan te wijzen waar een andere nazigroep zit. Hij krijgt een waarschuwing: als hij niets zegt dan wordt hij door Donnie Donowitz doodgeslagen met een honkbalknuppel. Hij weigert nog steeds iets te zeggen en dus wordt hij doodgeslagen.

### Butz
- Status: Levend
- Gespeeld door: Sönke Möhring

Butz is een van de weinige overlevenden uit een groep nazi's die door de Basterds worden vermoord. Hij krijgt te zien hoe zijn sergeant wordt doodgeslagen wanneer die weigert te vertellen waar een andere nazigroep zich bevindt. Butz vertelt hierop wel waar deze nazigroep zich bevindt en mag dus blijven leven. Er wordt nog wel een hakenkruis op zijn voorhoofd gesneden.
Butz is waarschijnlijk het eerste slachtoffer van de Basterds die een hakenkruis op zijn voorhoofd krijgt, want hij wordt later persoonlijk ondervraagd door Adolf Hitler.

### Wilhelm
- Status: Overleden
- Gespeeld door: Alexander Fehling

Sergeant Wilhelm is tijdens de film vader van een pasgeboren baby genaamd Maximillian. Zijn baas heeft hem en zijn collega's vrijgegeven om het te vieren. Dit wordt in een café gedaan waar toevallig ook Bridget von Hammersmark is. Deze gaat met hoge officieren praten. Dan begint een schietpartij, waarbij Wilhelm en Von Hammersmark de enige overlevenden zijn. Aldo Raine gaat zonder in dezelfde kamer te zijn praten met Wilhelm en zegt dat Von Hammersmark bij hem hoort. Hij wil een deal maken: hij en zijn mannen komen Von Hammersmark halen en laten Wilhelm levend achter. Wilhelm wil eerst niet zijn mitrailleur weg doen, maar wanneer de Amerikaan dreigt hem met granaten te vermoorden, legt Wilhelm wel zijn mitrailleur weg, maar wordt door Von Hammersmark doodgeschoten.

### Eric
- Status: Overleden
- Gespeeld door: Christian Berkel

Eric is de barman van een café. In een korte flashback is te zien hoe hij Hugo Stiglitz met een zweep slaat. Hij houdt een geweer klaar wanneer hij ontdekt dat er een vijandig gesprek plaatsvindt tussen enkele nazi-officieren. Even later komt er een schietpartij waarbij hij overlijdt.

### Hermann GöringenMartin Bormann
- Status: Onbekend
- Gespeeld door: Onbekend

Hermann Göring en Martin Bormann zijn twee van de vier belangrijkste doelwitten van Operatie Kino. Volgens Landa moeten ze alle vier dood om de oorlog te beëindigen. Ze zijn even in de film te zien, met voor de duidelijkheid pijltjes met hun naam erbij. Het is niet bekend of ze bij de bomaanslag zijn overleden, maar wel is bekend dat Bormann niet met Hitler op hetzelfde balkon zit (bij Hitler ontploffen de bommen).

### Hermann
- Status: Overleden
- Gespeeld door: Wolfgang Lindner en Michael Kranz

Hermann is de radio-operateur van Landa. Wanneer Landa de geplande bomaanslag op Hitler doorheeft en Raine heeft laten arresteren, beveelt hij Raine Raine's opdrachtgever aan de andere kant van zijn radio te krijgen, zodat hij na een onderhandeling met hem bereid kan zijn de aanslag niet te verhinderen. Hierop slaagt de aanslag.
Hermann rijdt samen met Landa naar de Amerikaanse linie, waar, zoals afgesproken, Raine en zijn compagnon Utivich het stuur overnemen. Echter, eerst schiet Raine Hermann dood en snijdt hij een hakenkruis op Landa's voorhoofd. Ook wordt Hermann door Utivich gescalpeerd.

## Shosanna's leefomgeving

### Shosanna Dreyfus
- Status: Overleden
- Gespeeld door: Mélanie Laurent

Shosanna Dreyfus is een van de twee hoofdpersonen uit de film. Ze is een Jood die met haar familie bij de familie LaPadite is ondergedoken. Nazikolonel Hans Landa ontdekt, in 1941, de familie Dreyfus en laat deze doodschieten. Alleen Shosanna weet te ontsnappen. Ze neemt de schuilnaam "Emmanuelle Mimieux" aan en erft een bioscoop waar ze maar één medewerker, genaamd Marcel, heeft.
In 1944 maakt Shosanna kennis met Fredrick Zoller die verliefd wordt op het eerste gezicht. Wanneer zij hoort wat hij gedaan heeft loopt ze snel weg. Zoller heeft als soldaat vele staatsvijanden doodgeschoten vanuit een toren. Goebbels heeft hier een propagandafilm over gemaakt waarin Zoller zelf de hoofdrol speelt. Voor de première van deze film zouden alle nazikopstukken bij elkaar komen.
Shosanna moet bij Goebbels komen die haar informeert dat de première in haar bioscoop zal worden gehouden. Hierop gaat ze samen met Marcel een samenzwering tegen de premièrebijwoners vormen en wil ze haar eigen bioscoop in brand steken, met behulp van een grote berg zeer brandbare nitraatfilms. Ze maakt hierbij een eigen stukje film aan de film vast waarin ze vertelt dat iedereen in de zaal eraan gaat. Marcel moet de nitraatfilms aansteken wanneer Shosanna in het filmpje hier het teken voor geeft.
De première begint. Terwijl Marcel met een brandende sigaret achter het doek klaarstaat, blijft Shosanna gewoon in de projectorkamer. Onder de film gaat Zoller naar Shosanna toe die hem direct afwijst. Daarna vraagt ze hem echter de deur op slot te doen. Zodra hij hiervoor de rug naar haar toekeert wordt hij door haar in de rug geschoten. Shosanna ziet op dat moment Zoller op het bioscoopscherm en denkt toch iets voor hem te voelen. Ze ziet dat hij kreunend op de grond ligt en draait hem om. Zoller schiet haar dood.

### Marcel
- Status: Onbekend
- Gespeeld door: Jacky Ido

Marcel is de enige werknemer van Shosanna. Hij krijgt te horen dat de première van de film Stolz der Nation, waarvoor alle nazikopstukken bij elkaar komen, in Shosanna's bioscoop zal plaatsvinden. Shosanna gaat samen met Marcel een samenzwering tegen de premièrebijwoners vormen en haar eigen bioscoop in brand steken, met behulp van een grote berg zeer brandbare nitraatfilms. Ze maakt hierbij een eigen stukje film aan de film vast waarin ze vertelt dat iedereen in de zaal eraan gaat.
De première begint. Terwijl Marcel met een brandende sigaret achter het doek klaarstaat, blijft Shosanna gewoon in de projectorkamer. Wanneer Shosanna in haar filmpje hier het teken voor geeft, gooit Marcel de sigaret op de berg nitraatfilms. Dit was het laatste wat er van Marcel te zien is.

### Perrier LaPadite
- Status: Levend
- Gespeeld door: Denis Menochet

Perrier LaPadite is degene bij wie Shosanna tot 1941 zat ondergedoken. Er was al eens een huiszoekingsbevel bij hem gedaan, maar toen waren er geen Joden gevonden. Later komt kolonel Hans Landa bij hem op bezoek. De familie Dreyfus ligt onder de vloer, terwijl Landa met LaPadite aan het praten is. LaPadite zegt dat hij geruchten gehoord heeft over dat de familie Dreyfus naar Spanje gevlucht is, maar Landa trapt hier niet in. Hij dreigt LaPadite nog langer lastig te vallen als hij de waarheid niet verteld. Hierop verraadt hij de familie Dreyfus. Alleen Shosanna ontsnapt.

## Britten

### Archie Hicox
- Status: Overleden
- Gespeeld door: Michael Fassbender

Luitenant Archie Hicox was voor de oorlog filmrecensent. Hij heeft twee boeken gepubliceerd.
Hicox wordt door Brits generaal Ed Fenech overgehaald mee te doen aan Operatie Kino, waarbij alle nazikopstukken die bij elkaar komen voor de première van een propagandafilm vermoord zullen worden. Deze première wordt over drie dagen gehouden. De Basterds zullen assisteren. Hicox zal in Frankrijk gedropt worden en de Basterds zullen daar op hem wachten. In een café zal hij spion en filmster Bridget von Hammersmark ontmoeten. Zij neemt het over. Zij gaat naar de première met twee Basterds.
In het café blijken op de avond van de ontmoeting toevallig veel Duitse soldaten te zijn (nazisergeant Wilhelm is vader geworden en daarom hebben deze soldaten vrij gekregen om het te vieren). Nazimajoor Hellstrom kijkt door de vermommingen van de spionnen heen en zorgt ervoor dat er een schietpartij plaatsvindt. Hierbij sterft Hicox.

### Ed Fenech
- Status: Levend
- Gespeeld door: Mike Myers

Generaal Ed Fenech is de opdrachtgever van Archie Hicox. Hij instrueert hem over Operatie Kino in het bijzijn van Winston Churchill.

### Winston Churchill
- Status: Levend
- Gespeeld door: Rod Taylor

Brits eerste minister Winston Churchill speelt een kleine rol in de film. Terwijl er in een grote kamer een gesprek plaatsvindt tussen Ed Fenech en Archie Hicox kijkt hij vanaf een luxe hoek uit de kamer toe. Hij zegt wanneer Fenech Hicox over Operatie Kino moet instrueren.

## Overig

### Bridget von Hammersmark
- Status: Overleden
- Gespeeld door: Diane Kruger

Bridget von Hammersmark is een bekende Duitse actrice die in 1944 al twee jaar voor de Britten werkt. Ze is bereid te sterven voor Operatie Kino, waarbij alle nazikopstukken, zelfs Hitler, die bij elkaar komen voor de première van een propagandafilm (waarin zij ook speelt) vermoord zullen worden. Dit zal met superieure dynamieten gebeuren. Twee Basterds, vermomd als nazi-officieren zullen meegaan naar de première. In een door haar uitgezocht café zal ze praten met deze Basterds en Brits luitenant Archie Hicox.
Echter, op de avond van de ontmoeting toevallig veel Duitse soldaten te zijn (nazisergeant Wilhelm is vader geworden en daarom hebben deze soldaten vrij gekregen om het te vieren). Nazimajoor Hellstrom kijkt door de vermommingen van de spionnen heen en zorgt ervoor dat er een schietpartij plaatsvindt. Von Hammersmark is samen met vader Wilhelm de enige die het overleeft. De leider van de Basterds, Aldo Raine, weet Wilhelm over te halen zijn geweer weg te doen. Von Hammersmark schiet Wilhelm dan alsnog dood zodat haar dekmantel onbekend blijft.
Von Hammersmark heeft een schotwond in haar been. Raine besluit dat hij nieuwe bijwoners voor de première nodig heeft en wil, wanneer hij te horen krijgt dat ook Hitler bij de première aanwezig zal zijn, zelf ook de première bijwonen. Donowitz en Ulmer worden uitverkoren. Zij zullen met Raine vermomd als Italiaanse filmcrew, met dynamieten om hun enkels de naar de film kijken. Von Hammersmark heeft voor haar schotwond een ongeul tijdens het bergbeklimmen verzonnen.
De première begint. Von Hammersmark praat met kolonel Hans Landa die ze al eens eerder heeft ontmoet. Deze vraagt Von Hammersmark even met hem mee te komen. Hij laat haar een schoen zien die zij in het café verloren heeft. Hierop vermoordt hij haar door haar te wurgen.

### OSS-generaal
- Status: Levend
- Gespeeld door: Harvey Keitel (stem)

Raine heeft een OSS als opdrachtgever. Raine wordt door Duits kolonel Hans Landa gearresteerd en zijn dynamiet voor de aanslag wordt ontdekt. Landa beveelt Raine Raine's opdrachtgever aan de andere kant van zijn radio te krijgen, zodat hij na een onderhandeling met hem bereid kan zijn de aanslag niet te verhinderen. Hierop slaagt de aanslag.